# Bithynia kobialkai
Bithynia kobialkai е вид охлюв от семейство Bithyniidae. Видът е уязвим и сериозно застрашен от изчезване.

## Разпространение и местообитание
Разпространен е в Испания (Балеарски острови).
Обитава сладководни басейни и реки.